# Flavia Maximiana Theodora

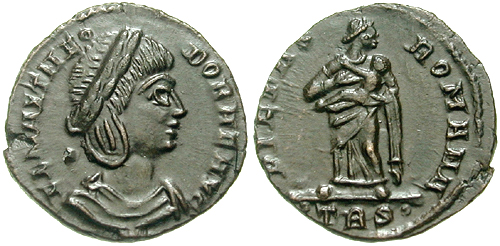
Bronzemünze mit Porträt Theodoras aus Augusta Treverorum (Trier), auf der Rückseite die als Göttin personifizierte Frömmigkeit (Pietas)

Flavia Maximiana Theodora war eine spätantike römische Kaiserin. Als Frau des Kaisers Constantius Chlorus, mit dem sie sechs Kinder hatte, war sie ein bedeutendes Mitglied der von ihm begründeten konstantinischen Dynastie.
Theodoras Abstammung ist unklar. Die Forschung nimmt meist an, dass Theodora die Tochter der Eutropia war, der Frau des Kaisers Maximian. Sie stamme jedoch aus der ersten Ehe der Eutropia mit einem Syrer, vermutlich Afranius Hannibalianus, dem Konsul des Jahres 292, und sei daher nur Maximians Stieftochter gewesen. Den Beinamen Maximiana dürfte sie dieser Version zufolge also nicht von Geburt an getragen, sondern erst nach der Ernennung Maximians zum Mitregenten Kaiser Diokletians im Jahr 286 angenommen haben. Timothy D. Barnes hält jedoch die Quellen, in denen Theodora als Stieftochter Maximians bezeichnet wird, für unglaubwürdiger als diejenigen, in denen Theodora als dessen leibliche Tochter erscheint. Barnes hält Theodora deshalb für die Tochter Maximians und einer nicht weiter bekannten Frau, vielleicht einer Tochter des Afranius Hannibalianus, mit der er vorher verheiratet gewesen sei.
Im Jahr 293 schuf Diokletian mit der Ernennung von Constantius I. und Galerius zu Mit- bzw. Unterkaisern (Caesares) eine neue Form der Herrschaftsaufteilung: die Tetrarchie. Um den Zusammenhalt der nunmehr vier Kaiser zu stärken, adoptierte Maximian seinen Unterkaiser Constantius. Auch wenn spätere Quellen angeben, dass er ihn bei dieser Gelegenheit auch mit seiner Stieftochter Theodora verheiratete, heirateten Constantius und Theodora wohl schon 289, wie aus einem Panegyrikus hervorgeht, der am 21. April des Jahres am Hof Maximians gehalten wurde. Constantius musste seine bisherige Partnerin Helena, die Mutter Konstantins, für diese neue Verbindung aufgeben. Aus der Ehe gingen sechs Kinder hervor: die drei Söhne Julius Constantius, Flavius Dalmatius und Flavius Hannibalianus sowie die Töchter Constantia, Anastasia und Eutropia.
Zu Theodoras weiterem Leben, vor allem ihrem Schicksal in der Herrschaftszeit ihres Stiefsohns Konstantin, der seit 306 Kaiser war, gibt es keine Hinweise. Vielleicht starb sie nach der Geburt ihrer Kinder, vielleicht sind die fehlenden Quellen auch damit zu erklären, dass Konstantin seine Stiefmutter nach seiner Machtübernahme vom Hof und von der Macht fernhielt. Ihre Söhne jedenfalls mussten sich ins gallische Tolosa zurückziehen, wo sich vielleicht auch Theodora aufhielt. Allgemein lässt sich feststellen, dass Theodora im Hintergrund blieb und – ähnlich wie die anderen Frauen der Tetrarchie – politisch nicht in Erscheinung trat.